# Арозио
Аро̀зио (на италиански: Arosio; на ломбардски: Aroeus, Арьоз) е градче и община в Северна Италия, провинция Комо, регион Ломбардия. Разположено е на 300 m надморска височина. Населението на общината е 4944 души (към 2017 г.).